# Un jour dans le monde
Un jour dans le monde est l'émission de radio d'actualités internationales quotidienne de France Inter, au sein de la tranche 18h/20h présentée par Fabienne Sintes depuis août 2017.

## Concept
L'émission se veut un regard sur le monde, prenant appui sur le réseau de correspondants de la rédaction de France Inter qui interviennent le plus souvent en direct sur l'antenne. Tous les sujets peuvent être abordés :  société, culture, internet, géopolitique ou bien encore musique. La durée des interventions est variable et aléatoire, suivant le rythme du monde et les événements qui peuvent affecter l'actualité internationale.
 L'émission se compose d'une discussion sur un sujet de l'actualité internationale, suivie d'un reportage Le bruit du monde dans un pays du monde, et de différentes chroniques (Sous les radars, Le monde à 18h50...) et plages musicales.

## Historique
- 2006-2008 : Jean-Marc Four crée Et pourtant, elle tourne, émission qu'il présente quotidiennement de 18 h 15 à 19 h après l'avoir proposée à Frédéric Schlesinger alors directeur de France Inter.
- 2008-2009 : Bruno Duvic remplace Jean-Marc Four le temps d'une saison et du congé sabbatique de ce dernier.
- 2009-2010 : Jean-Marc Four présente une dernière saison avant la suppression du format quotidien de l'émission par Philippe Val malgré une vive contestation[2],[3].
- 2010-2012 : Pierre Weill présente désormais Partout ailleurs le vendredi de 19 h 20 à 20 h[4].
- 2012-2014 : Éric Valmir est aux commandes de Partout ailleurs le vendredi soir[5].
- 2014-2017 : Nicolas Demorand propose Un jour dans le monde du lundi au vendredi de 18 h 15 à 19 h[6]. L'émission est écoutée par 1 946 000 auditeurs chaque jour et est leader sur sa tranche horaire en termes d'audience[7].
- Depuis 2017 : Fabienne Sintes présente le 18/20 du lundi au jeudi. La tranche frôle les 2 000 000 d'auditeurs chaque soir et reste en tête des sondages.

## Intervenants

### Intervenants actuels
- Kevin Dufreche, présentateur du journal de 18h et chroniqueur Sous les radars (depuis 2023)
- Franck Mathevon, chroniqueur Le monde à 18h50 (depuis 2023)
- Cyril Sauvageot, chroniqueur La BO du monde (le lundi), (depuis 2023)
- Caroline Gillet, chroniqueuse Caroline au pays des 27 (le mardi), (depuis 2023)
- Corinne Pelissier, chroniqueuse Le cinéma en VO (le mercredi) (depuis 2023)
- Stephane Jourdain, chroniqueur La tech la première (le jeudi), (depuis 2023)

### Anciens intervenants
- Jean-Marc Four, éditorialiste Le monde à l'envers[8]
- Sébastien Paour, chroniqueur Le choc des empires (le lundi) (2021-2023)
- Angélique Bouin, chroniqueuse L’Europe tu l’aimes ou tu la quittes (le jeudi) (2021-2023)
- Giulia Foïs, chroniqueuse Pas son genre (le mardi) (de 2017 à 2023)[9]
- Alexandra Ackoun, chroniqueuse sur les médias étrangers (2017-2018)
- Christophe Ayad, éditorialiste
- Anthony Bellanger, éditorialiste (2014-2017)
- Eva Bettan, chroniqueuse Le cinéma en VO (le mercredi)[10] (2014-2021)
- Dominique Bromberger, éditorialiste avec Regard sur le monde (2006-2008)
- François Busnel, chroniqueur Ecris-moi l'Amérique (le jeudi) (2020-2021)[11]
- Hélène Chevallier, chroniqueuse avec Un jour sur la toile (2006-2010)
- Luc Lemonnier, éditorialiste avec Regard sur le monde (2008-2010)
- Marie-Pierre Planchon, pour la météo internationale, Les yeux aux ciel (2006-2010)
- Alain Frachon, éditorialiste
- Arnaud Leparmentier, éditorialiste
- Amélie Perrier, présentatrice du journal de 18h et chroniqueuse Sous les radars  (2018-2021)[12]
- Cyril Sauvageot, chroniqueur musical (2006-2010)
- Simon Tivolle, pour une revue de presse internationale (2010)
- Éric Valmir, chroniqueur avec Partout ailleurs (2014-2015)
- Arnaud Viviant, chroniqueur littéraire (2008-2010)
- Mickaël Thébault, chroniqueur dans Ailleurs dans le monde (2015-2017), également présentateur remplaçant
- Dominique André, pour La fabrique du nouveau monde (2014-2017)

## Équipe
- Productrice : Fabienne Sintes
- Réalisateur : Thomas Lenglain
- Rédacteur en chef : Philippe Lefébure
- Attaché de production : Pierre Dessertenne
- Chargé de programme : Nathalie Poitevin et Amélie Stadelmann

## Homonymie
Le titre de l'émission Un jour dans le monde était aussi le titre du journal consacré à l'actualité internationale de la chaîne d'information i-Télé durant la saison 2008-2009.